# Constantin Sănătescu
Constantin Sănătescu (Craiova, 14 de enero de 1885-Bucarest, 8 de noviembre de 1947), militar rumano que sirvió como primer ministro del país tras el golpe de Estado del rey Miguel del 23 de agosto de 1944 por el que Rumanía abandonó su alianza con las  Potencias del Eje y se unió a la Aliados.

## Comienzos
El hijo del general Gheorghe Sănătescu, se graduó de la Escuela Militar de Bucarest en 1907. Luchó en Bulgaria en 1913, y en la Primera Guerra Mundial. En el período de entreguerras fue agregado militar en París y luego en Londres. Ascendido a general en 1935, fue nombrado jefe adjunto del Estado Mayor General en 1937. Sănătescu encabezó la delegación de Rumanía a Moscú en 1940, después del comienzo de la Segunda Guerra Mundial.
El 21 de enero de 1941, se le nombró comandante militar de Bucarest, y dirigió el aplastamiento de la Guardia de Hierro en los días siguientes.
De 1941 a 1943 estuvo al mando del IV Cuerpo de Ejército y de 1943 a 1944, dirigió el 4.º Ejército rumano.
Fue uno de los oficiales que colaboró en la formación del Bloque Nacional Demócrata opuesto a la dictadura del mariscal Antonescu.

## Primer ministro: armisticio con la U.R.S.S e inestabilidad interna

### Armisticio y relaciones con los soviéticos
Cuando el Gobierno dictatorial y proalemán del mariscal Ion Antonescu fue derrocado, Sănătescu recibió el encargo del rey Miguel de formar un nuevo gabinete el mismo día del golpe que apartó a Antonescu, 23 de agosto. El mismo contaba con cuatro dirigentes de importantes partidos rumanos, bien por su apoyo popular o por su apoyo de la Unión Soviética, que se hallaba a las puertas de Rumanía: Iuliu Maniu por el PNȚ, Constantin Brătianu por el PNL, C. Titel Petrescu por los socialdemócratas y Lucrețiu Pătrășcanu por los comunistas, todos ellos sin cartera. El resto del Gobierno lo constituían principalmente militares, ante la posibilidad de un enfrentamiento grave con Alemania. Tras su nombramiento por el rey, indicó a los representantes rumanos ante en mando Aliado en El Cairo la aceptación del nuevo gabinete de las condiciones de armisticio presentadas por estos el 12 de abril.
Firmó el armisticio con los Aliados el 12 de septiembre de 1944 en Moscú, por el que Rumanía pasaba a unirse al bando Aliado aportando doce divisiones, se comprometía a internar a las tropas alemanas y húngaras y permitía el paso por su territorio al Ejército Rojo. El acuerdo también incluía el pago de reparaciones de guerra a la Unión Soviética, de trescientos millones de dólares, a pagar en seis años, y el restablecimiento de las fronteras de 1940, que devolvían Besarabia y el norte de Bucovina a los soviéticos y el norte de Transilvania a los rumanos. En política interior las formaciones fascistas y nazis habían de disolverse, los detenidos por favorecer a los Aliados, liberados, y los criminales de guerra, arrestados.

### Política nacional
Sănătescu se encontró con una situación política interna que favorecía el poder de los partidos de izquierda: la guerra y la dictadura militar de Antonescu habían permitido la permanencia de las antiguas estructuras en la capital, pero habían destruido sus organizaciones en las provincias. Mientras los principales partidos tradicionales encontraban problemas para movilizar a sus partidarios en el campo, las formaciones de izquierdas hallaban mayor facilidad en utilizar a los trabajadores de las ciudades.
Ya a comienzos de octubre, la coalición de gobierno comenzó a sufrir tensiones. El mismo mes, se creó una agrupación del Partido Comunista Rumano, el Partido Socialdemócrata, el Frente de Labradores y la Unión de Patriotas llamada Frente Democrático Nacional, que reunía a las fuerzas de izquierda. Tras tres semanas de crisis ese mes, el gabinete dimitió el 5 de noviembre. Esto se debió a la protesta soviética por la falta de cumplimiento de los términos del armisticio de septiembre.
El nuevo Consejo de Ministros lo volvió a encabezar Sănătescu, pero los ministros pasaron a ser políticos, mientras los oficiales abandonaban sus cargos ministeriales. Lo componían cuatro nacional-campesinos, cuatro liberales, tres socialistas y un comunista, además de los dirigentes de los cuatro partidos, que permanecieron en el gabinete. Este aprobó ciertas medidas urgentes, como la detención de los miembros de la Guardia de Hierro o la abrogación de la legislación antisemita. También comenzó la expulsión de la minoría alemana de Transilvania. A Transilvania trató de enviar nuevos cargos públicos desde el antiguo territorio rumano pero, ante los enfrentamientos con los magiares, los comandantes soviéticos separaron la administración de la mayor parte de la región del Gobierno de Bucarest, asegurando su retaguardia frente a los disturbios y mejorando la administración mediante el nombramiento de un Comité de Liberación mixto rumano-magiar transilvano.
Este segundo gabinete cayó ante las acusaciones de los comunistas al ministro del Interior, Penescu, de los nacional-campesinos, de proteger a los fascistas. Penescu, efectivamente antisoviético, anticomunista y que mantenía vigilado al partido comunista, fue víctima del deseo de estos de controlar el ministerio.
El 2 de diciembre, fue sustituido por Nicolae Rădescu, también oficial, de conocidas tendencias antialemanas y que contaba con la confianza de los mandos soviéticos. Con Sănătescu abandonaron el Gobierno Maniu, Brătianu y Petrescu.
Murió de cáncer en 1947, y fue enterrado con honores militares.